# Karan Johar
Karan Johar (en hindi करण जौहर) (Bombai, 25 de maig del 1972) és un director de cinema, guionista, productor i presentador de televisió de l'Índia. Va començar a dirigir molt jove i de seguida va marcar el cinema de Bollywood amb un estil innovador: repartiment de prestigi, decorats fastuosos o inesperats, una gran qualitat tècnica, vestuari, coreografia i música molt acurades i personatges pertanyents a les classes altes. Les seves pel·lícules es troben entre les que han tingut més èxit de Bollywood. És igualment el director de la societat Dharma Productions, fundada pel seu pare, i l'animador d'un programa d'entrevistes sobre les estrelles de Bollywood.

## Biografia
Karan Johar és el fill únic del productor de cinema Yash Johar i de Hiroo Johar. El 1976, el seu pare va fundar la societat Dharma Productions a la qual es va associar l'any 1996. Va estudiar a la Greenlawns High School i al H.R. College of Commerce and Economics i a més ha obtingut un diploma universitari de francès. Des de petit es va entusiasmar pel cinema de Bollywood i d'entre els seus models cita Raj Kapoor, Yash Chopra i Sooraj R. Barjatya.
Va començar a treballar al cinema als 23 anys en la pel·lícula d'Aditya Chopra Dilwale Dulhania Le Jayenge. Amic d'aquest director, va col·laborar en l'escriptura del guió, va assistir-lo en la direcció i va tenir un petit paper (Rocky, l'amic de Raj, l'heroi interpretat Shahrukh Khan). A més, va ser l'encarregat dels vestuaris de Shahrukh Khan, feina que va continuar fent en altres pel·lícules d'aquest actor com a Dil To Pagal Hai (1997), Duplicate (1998), Mohabbatein (2000), Main Hoon Na (2004), Veer-Zaara (2004) i Om Shanti Om (2007).
Encoratjat per Aditya Chopra, Johar va fer el seu debut com a director amb Kuch Kuch Hota Hai el 1998, quan només tenia 25 anys. Si bé el guió no era gaire innovador, sí que ho van ser els mitjans utilitzats: la qualitat de la fotografia, els decorats i el vestuari. La pel·lícula va ser un triomf popular i va guanyar vuit premis Filmfare, incloent el de la millor pel·lícula, el millor director i el millor guió.
El 2001 va realitzar la comèdia familiar Kabhi Khushi Kabhie Gham, que va establir un nou estàndard de qualitat per a les pel·lícules índies. El guió encara seguia l'esquema convencional de les pel·lícules familiars de Bollywood, però va resultar innovadora altre cop per la seva realització occidentalitzada i de gran qualitat. Es tracta d'una superproducció (la realització índia més cara feta fins aleshores) que va gaudir d'una formidable promoció, tant a l'Índia com a l'estranger, cosa que li va permetre ocupar el segon lloc de venda d'entrades a l'Índia, el tercer al Regne Unit des de la primera setmana i ser el primer film indi en entrar als USA Top Ten Charts. Va rebre quatre Filmfare Awards i quatre IIFA Awards.
El 2003 va escriure el guió de Kal Ho Naa Ho, un drama romàntic dirigit per Nikhil Advani, ambientat a la diàspora índia de Nova York i que va obtenir igualment un gran èxit.
El maig de 2005, després d'un descans de quatre anys, Johar va començar a treballar en la seva tercera pel·lícula com a director i quarta com a guionista, Kabhi Alvida Naa Kehna: un drama romàntic que toca un tema tabú a l'Índia, el de la infidelitat conjugal, i en què l'acció se situa altre cop a Nova York. Malgrat el tema seriós i el paper poc atractiu de Shahrukh Khan, l'obra va obtenir un bon èxit al seu país però sobretot a l'estranger, on va convertir-se en la pel·lícula índia més taquillera de tots els temps.
El novembre de 2009, Johar va acabar el rodatge de My Name is Khan protagonitzada per Shahrukh Khan i Kajol Devgan, el que va significar la retrobada d'aquesta parella mítica del cinema de Bollywood al cap de nou anys. La pel·lícula es va estrenar simultàniament a Abu Dhabi i a Berlín, i va gaudir d'un gran èxit a l'estranger. A l'Índia, però, si bé va vendre força entrades les primeres setmanes, el seu èxit va minvar ràpidament; això va ser degut probablement a una data de llançament poc favorable, al tema poc atractiu pels indis, però també a les controvèrsies politicoreligioses suscitades pel partit hindú ultra-nacionalista Shiv Sena, que va pressionar els distribuïdors perquè no programessin la pel·lícula.
Durant una època, Johar va ser un fanàtic de la numerologia: els títols de les seves pel·lícules s'havien d'iniciar amb la lletra "K" i havien de comptar amb un nombre precís de caràcters. Però després de veure la pel·lícula del 2006 Lage Raho Munna Bhai, que criticava la numerologia, va decidir posar fi a aquesta pràctica.

## Televisió
Karan Johar és el presentador d'un xat xou televisiu anomenat Koffee with Karan, en què entrevista personalitats de renom mundial de Bollywood i l'Índia. La primera temporada de la sèrie va començar el 2004, la segona el 2007, i va iniciar-se'n una tercera el novembre del 2010.

## Filmografia

### Director
- Kuch Kuch Hota Hai (1998)
- Kabhi Khushi Kabhie Gham (2001)
- Kabhi Alvida Naa Kehna (2006)
- My Name is Khan (2010)
- Student Of The Year (2012)

### Productor
- Duplicate (1998) (coproductor)
- Kal Ho Naa Ho (2003)
- Kaal (2005) (coproductor)
- Dostana (2008)
- Wake Up Sid (2009)
- Kurbaan (2009)
- My Name is Khan (2010)
- We Are Family (2010)
- I Hate Luv Storys (2010)
- Agneepath (2011)
- Koochie Koochie Hota Hain (2011)
- Student Of The Year (2012)

### Escriptor (història i/o guió i/o diàlegs)
- Kuch Kuch Hota Hai (1998)
- Kabhi Khushi Kabhie Gham (2001)
- Kal Ho Naa Ho (2003)
- Kabhi Alvida Naa Kehna (2006)
- My Name Is Khan (2010)
- We Are Family (2010)
- Agneepath (2011)
- Koochie Koochie Hota Hain (2011)
- Student Of The Year (2012)

## Premis

### Premis Filmfare
- 1999: Millor director i Millor guió - Kuch Kuch Hota Hai
- 2002: Millors Diàlegs - Kabhi Khushi Kabhie Gham

### Premis IIFA
- 2001: Millor disseny de vestuari - Mohabbatein
- 2002: Millors diàlegs - Kabhi Khushi Kabhie Gham

### Premis Star Screen
- 1999: Millor director - Kuch Kuch Hota Hai
- 2004: Millor guió - Kal Ho Naa Ho